# Abbaye de Nogales
L’abbaye de Nogales (en espagnol Monasterio de Santa María de Nogales) est une ancienne abbaye, d'abord bénédictine, puis cistercienne espagnole. Ses ruines sont situées à San Esteban de Nogales, dans la province de León (Castille-et-León). Un moine cistercien l'a qualifiée de « El Escorial de las tierras castellanas y leonesas » (« L'Escurial de Castille-et-León »).

## Histoire

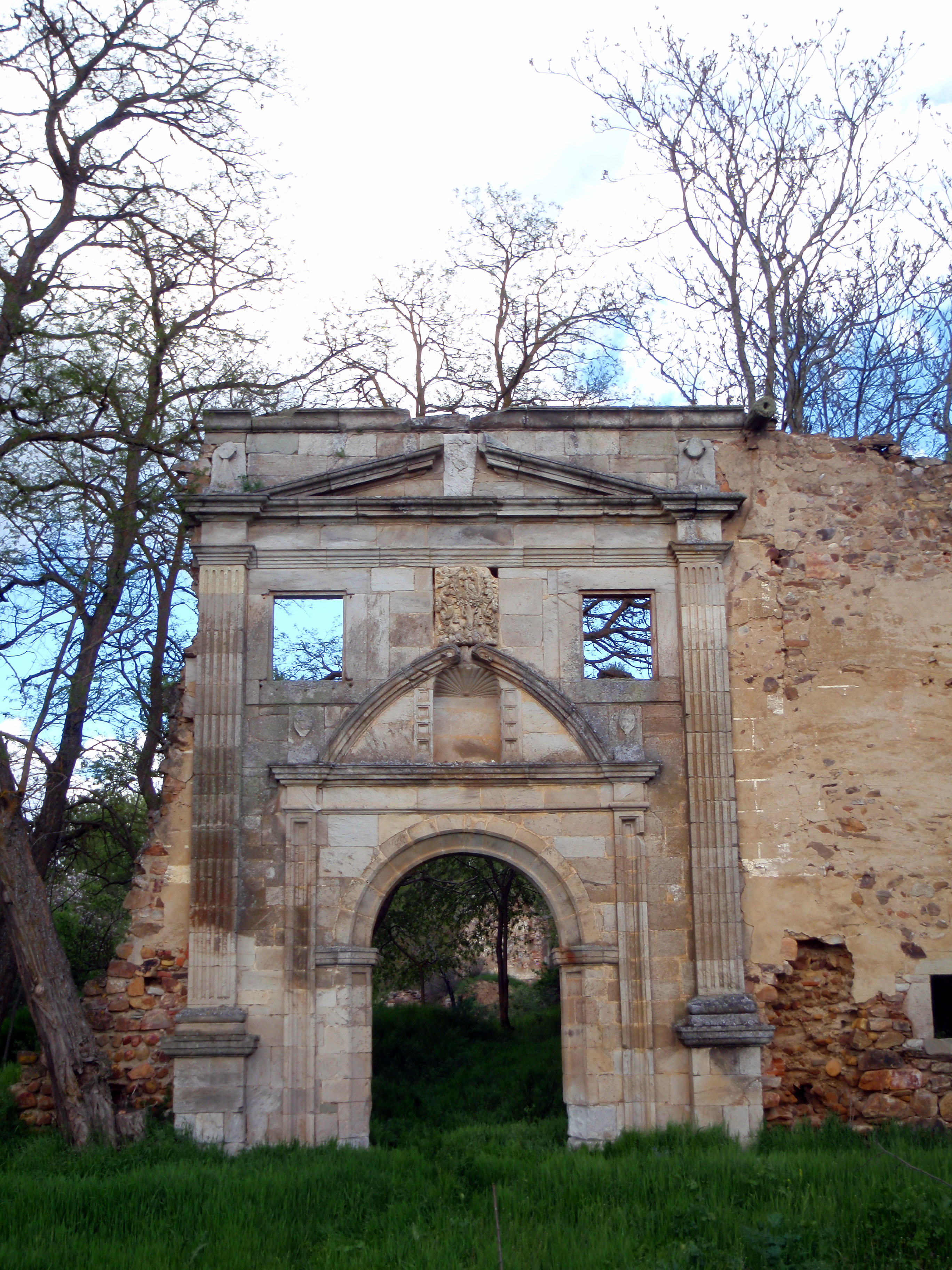
Le portail de l'abbatiale.

### Fondation bénédictine
L'abbaye est fondée en 1150 par Vela Gutierrez Osorio et sa femme Sancha Ponce de Cabrera, sur un terrain que leur avait donné Alphonse VII pour services rendus.

### Les cisterciens
En 1164, l'abbaye choisit de s'affilier à celle de Moreruela, à la suite de quoi elle s'enrichit rapidement, notamment grâce à la protection de la famille Quiñones, dont certains membres se font enterrer à l'abbaye (Suero de Quiñones et son épouse en particulier). En 1264, l'abbaye (dont l'abbé est alors un certain Bartolomé) reçoit notamment un don de Doña Urraca et de ses enfants. L'historien José Dionisio Colinas, qui a étudié l'abbaye pendant trente-cinq ans, affirme que « Sus riquezas y donaciones eran tan grandes que no se sabía con exactitud hasta dónde llegaban sus dominios » (« Sa richesse et les donations étaient tellement grandes que personne ne savait exactement jusqu'où allaient ses domaines ».

### Après les moines
Le désamortissement de Mendizábal ferme l'abbaye en 1835, alors qu'il n'y restait plus aucun moine. À la suite de cette fermeture, l'abbaye, vendue à un nommé Darius de la Mata, tombe lentement en ruines.
En septembre 2006, alors que l'abbaye est entretenue par des bénévoles de l'association Promonumenta, une arche de l'ancienne abbatiale est entièrement volée pierre par pierre. Ce travail de fond et ce vol provoquent le lancement d'une procédure de classement des ruines en tant que bien d'intérêt culturel.

## L'abbaye

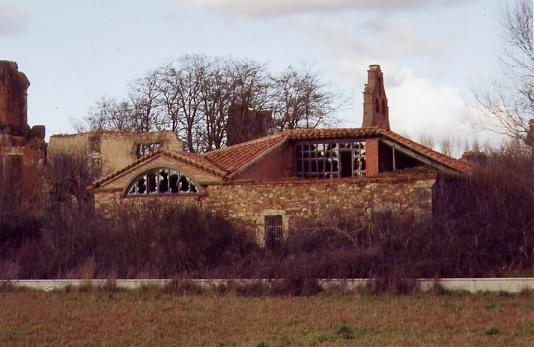
Autre vue de l'abbaye.